# Meststof
Meststoffen zijn stoffen die aan de grond worden toegevoegd om het met voedingselementen te verrijken. Hierdoor wordt de plantengroei bevorderd.

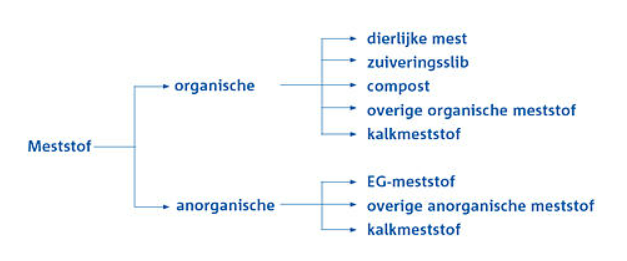
Meststoffen categorieën zoals erkend bij het Rijksdienst voor Ondernemend Nederland

Meststoffen kunnen grofweg in twee categorieën ingedeeld worden: dierlijke mest en overige meststoffen. Ook van overige meststoffen bestaan twee categorieën, namelijk anorganische meststoffen, ook wel minerale meststoffen, (bijvoorbeeld kunstmest) en organische meststoffen, niet zijnde dierlijke mest (zoals zuiveringsslib en compost).

## Dubbeldoel meststoffen
Vanuit een wettelijk kader worden er meststoffen onderscheiden die naast het verrijken van de voedingselement in de grond ook nog een ander doel dienen. Hiervan zijn drie categorieën:
1. Meststoffen met als (neven)werking gewasbeschermingsmiddel;
2. Meststoffen met daarnaast werking als biostimulant;
3. Meststoffen met daarnaast werking als groeiregulator.